# راشيا الفخار
راشيا الفخار هي إحدى القرى اللبنانية من قرى قضاء حاصبيا في محافظة النبطية. وهي ضمن «اتحاد قرى العرقوب، احد قرى بنو التيم بطن من الحجر».

## جغرافيتها
تقع راشيّا الفخّار في أقصى جنوب شرق لبنان، على سفوح جبل الشيخ، وتتبع إداريا لقضاء حاصبيّا، وتبعد نحو 111 كلم عن بيروت عبر طريق الزهراني ـ النبطيّة ـ مرجعيون.
ترتفع 800 م عن سطح البحر ثم ترتفع تدريجاً حتى تصل إلى 1250م عند تل قبر عثمان أحد أعلى النقاط الاستراتيجية في منطقة وادي التيم. وتحيطها بلدات: كفرشوبا وكفرحمام والهبارية والفرديس والماري.

### زراعاتها
أبرز زراعات البلدة: الزيتون والتين والعنب والقمح والحبوب كالعدس والحمّص والفول والشعير… وتروى أراضيها مياه ينابيع وادي الجوز ـ شبعا.

### عيون الماء
في البلدة عدد من العيون موزّعة على خراج البلدة وداخلها أبرزها:
عين راشيّا أو عين المدخل، وعين صاصيا، وعين الرانات، وينابيع الفريدس، وعين الخريبة.

## عائلاتها
معظم عائلات بلدة راشيا الفخار من المسيحيّين، وأبرز عائلاتها:
أبو حجة، أبو زغيب ـ زغيب، أبو ملهب، أبو نقولا، إسبر، بارود، البديوي، البسيط، البقاعي، جبارة، الحدّاد، حردان، الحصان، حليحل، خليل، الخوري، دلّول، دعبول، ديب، الراسي، رزق، زخّور، الزوقي، سعد، سلّوم، السيّار، شاميّة، شلهوب، الصبّاغ، الصفدي، ضاهر، عبد المسيح، عبد، عبّود، العدس، العرباني، عطا لله، عطوي، عوّاد، عيد، الغريّب، فرحات، فضّول، قمر، كانوس، متري، مراد، منصور، ناصر، مسعد، معلوف، نصّور، نمر، واكيم، وهبه.
من أعلامها:
- القسّ حنّا الحردان (كاهن ومؤرّخ) له: الأخبار الشهيّة في العيال المرجعيونيّة والتيميّة.

- نوّاف أسعد حردان (1922 ـ 2000): روائيّ ومؤرّخ وصحافيّ وسياسيّ ومناضل في الحزب السوريّ القوميّ الاجتماعي، له عدّة مؤلّفات.
- أسعد نوّاف حردان: سياسي وقيادي في الحزب السوريّ القوميّ الاجتماعي، ونائب ووزير عدة مرات.
- مريانا دعبول: صحافيّة، أسّست مجلّة المراحل في البرازيل.
- اسكندر شلهوب: أصدر جريدة السلطنة 1857.
- ديمتري شلهوب: عضو الجمعيّة العلميّة السوريّة 1868.
- سليم عبّود: صاحب جريدة الراصد في المكسيك.[7]

## معالم
يرجح أن اسم راشيّا من اللغة السريانيّة (RISH YE) ومعناها رؤساء، زعماء، مقدّمون.
أمّا نسبتها إلى الفخّار فلاشتهارها بصناعته التي أصبحت شبه منقرضة بعد ازدهار الصناعات البلاستيكيّة والمعدنيّة، وانتقال عدد من عائلاتها إلى كفرشوبا.
من معالمها أيضًا: كنيسة مار جرجس: رعائيّة أرثذوكسيّة؛ كنيسة التجلي: رعائيّة كاثوليكيّة؛ رسميّة ابتدائيّة مختلطة؛ مدرسة الراهبات الكاثوليكيّات الشويريّات. كذلك مصنع للفخار، ومصنع حجر ناري، ومكبسان للزيتون.

### آثار البلدة
بقايا قصر قديم، ونواويس عائدة إلى العهدين الفينيقيّ والرومانيّ، وعين ماء حجارتها منحوتة تعود إلى بداية العصر المسيحيّ.
وفي محلّة «خلّة المغارة» منها بقايا بلدة قديمة، في أعلاها بئر ماء محفورة في الصخر الصلب لم تزل الماء تتجمّع فيها، وفي أسفل تلك المحلّة كهف. وقرب مجرى نهر الحاصباني بقايا مغاور وكهوف. وهناك محلّة أثريّة عند أعالي حرش الصنوبر تعرف بـ«قبر عثمان».